# Ángel Duque (pintor)
Ángel Duque (Madrid, 8 de septiembre de 1954) es un pintor español perteneciente a la corriente surrealista.

## Biografía
Duque pasa en su Madrid natal toda su infancia y empieza a pintar a una edad temprana. Comienza con apenas 16 años y con tal solo 18 participa ya en una exposición colectiva. 
En 1971, con 17 años, se traslada a Málaga donde comienza a pintar retratos y paisajes y conoce a Pedro Jiménez. Durante esta etapa pasa los inviernos en Italia, entre el Véneto, Lombardía, Pádova, Verona o Venecia donde sigue pintando y establece una estrecha relación de amistad con Mariano Suárez, pintor gallego que le acompañará en sus estancias. También reside en Ámsterdam y Bruselas hasta los 21 años.
A partir del año 1987 viaja a Latinoamérica y en República Dominicana conoce al artista catalán Antonio Prats Ventós, con el cual establece una estrecha amistad.  Ramón Oviedo, Rufino Tamayo o el gran Roberto Matta son algunos de los referentes de Angel Duque.
En Ecuador y Cuba descubre el color y la luz de esos lugares, y marcan la siguiente gran etapa del pintor. Se produce el afianzamiento de la técnica y aparece ya el surrealismo en sus obras. La influencia de Rivera, Orozco, Siqueiros o Guayasamín es fuerte y se plasma ya en sus pinturas.
Los dibujos tienen su máxima expresión entre los años 1987 y 2011. Sus viajes a Sudamérica y la optimización de su tiempo hacen que se dedique casi en exclusiva a este género y se convierta en una de las señas de identidad de Duque. 
En 1992 expone en la Goya Art Gallery de Nueva York y en el año 1997 en la exposición en la Casa de Bastidas- Voluntariado de las Casas Reales de Santo Domingo.
En el año 2002 realiza una exposición en la Galería Espalter de Madrid y una segunda en 2004.
En 2003 la Fundación Guayasamín de Quito, en Ecuador, acoge la muestra más importante del pintor en América Latina.